# Cis duplex
Cis duplex är en skalbaggsart som beskrevs av Thomas Casey 1898. Cis duplex ingår i släktet Cis och familjen trädsvampborrare. Inga underarter finns listade i Catalogue of Life.